# اسپروتلی
اسپروتلی (به انگلیسی: Sproatley) یک روستا و محله مدنی در بریتانیا است که در East Riding of Yorkshire واقع شده‌است. اسپروتلی ۱٬۳۵۰ نفر جمعیت دارد.